# Gatumusiker

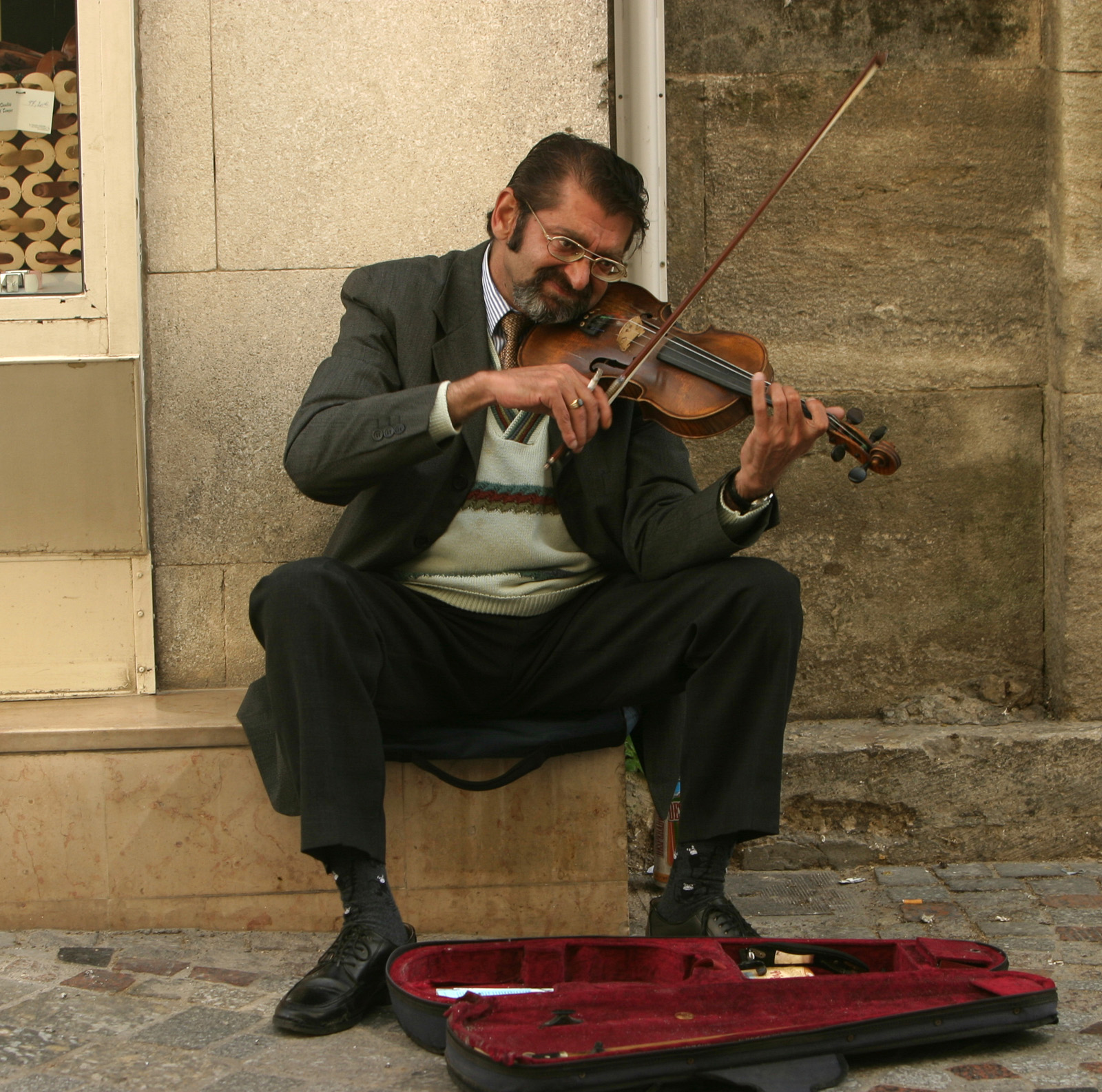
En gatumusiker i Frankrike

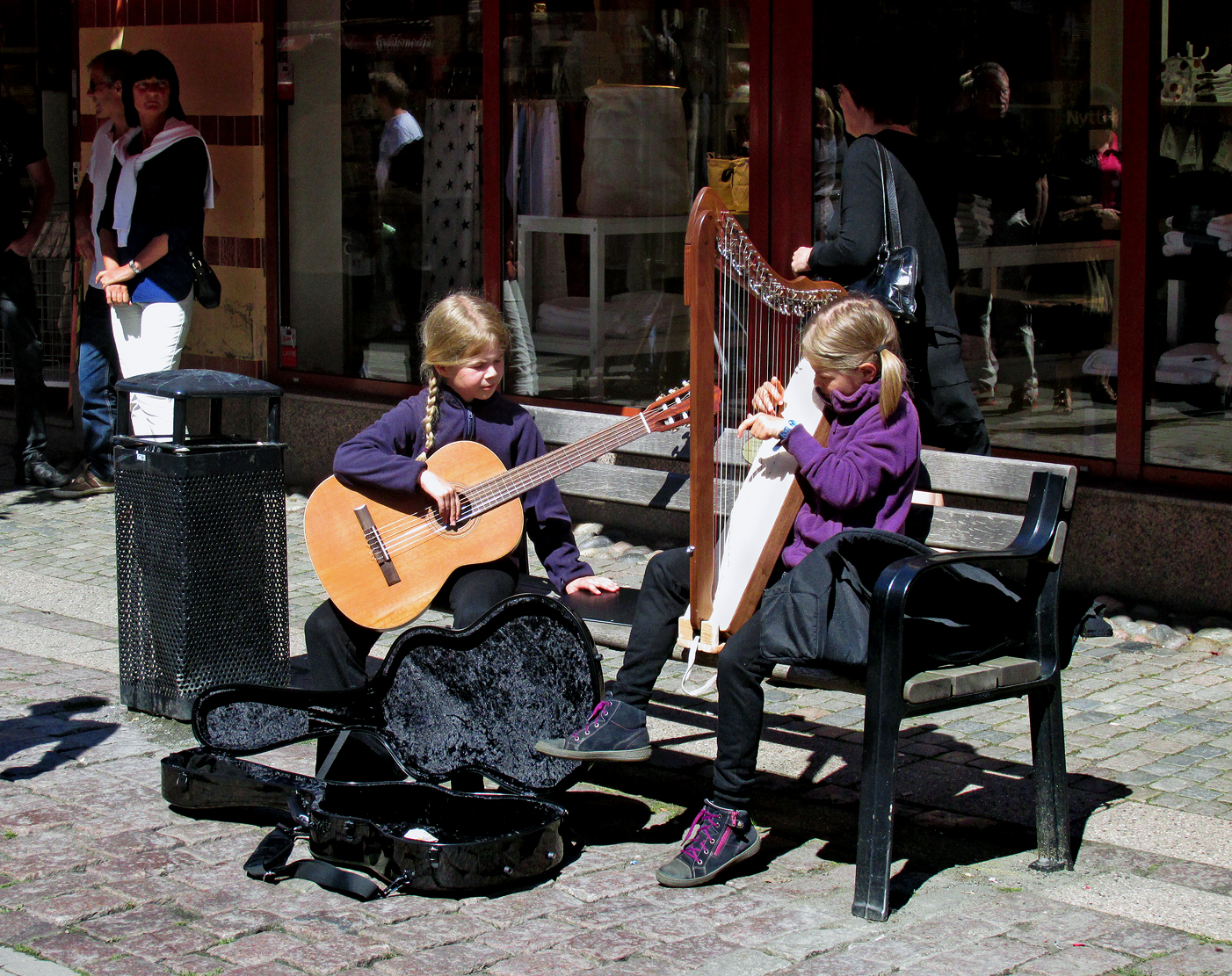
Två gatumusikanter på Stora Östergatan i Ystad.

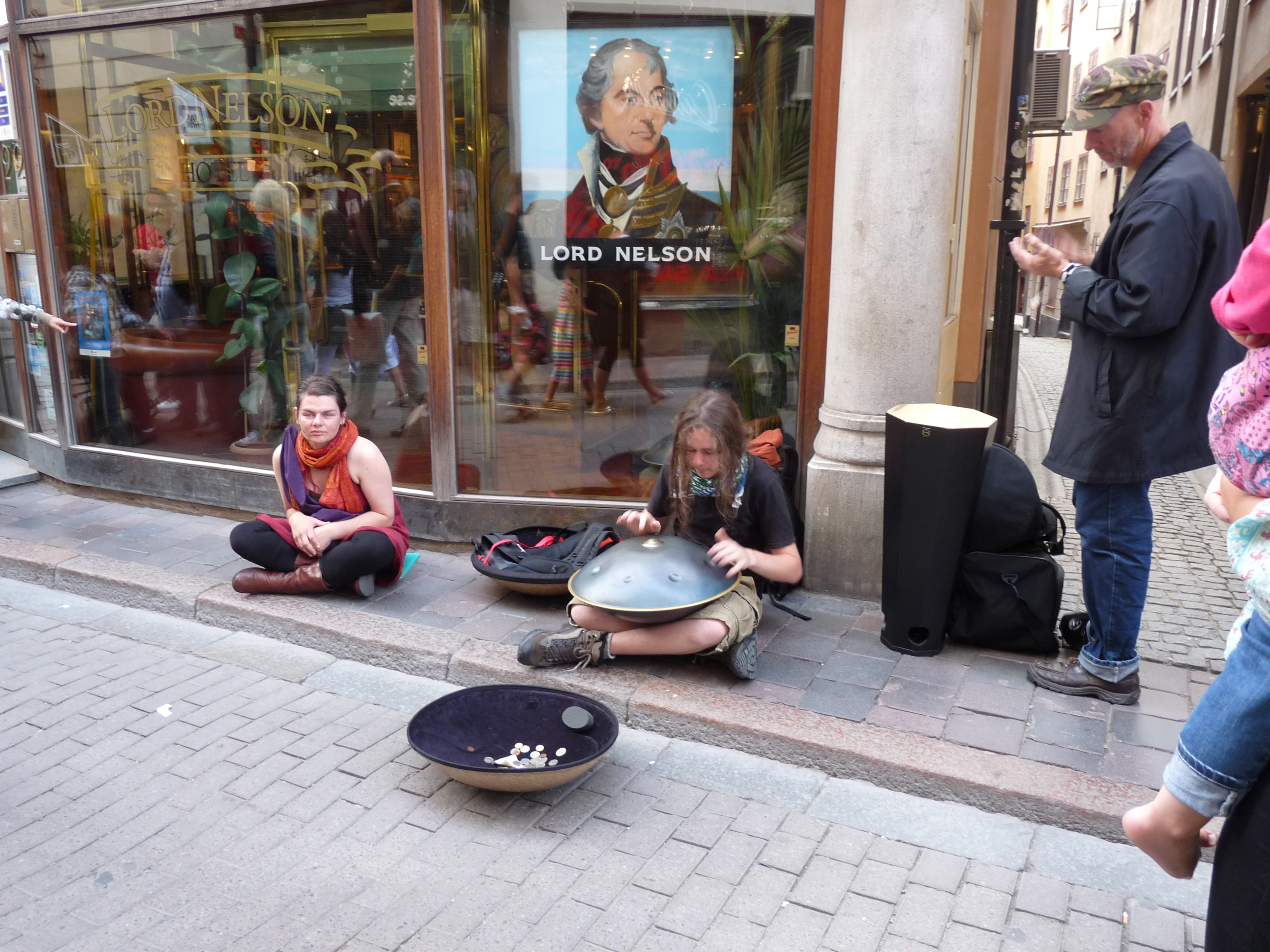
Gatumusikanter i Gamla stan i Stockholm.

En gatumusiker eller gatumusikant är en person som spelar något musikinstrument för allmänheten på offentlig plats. Framträdandet kan ske exempelvis på trottoaren eller ett torg, till skillnad mot många etablerade artister som vanligtvis uppträder på någon form av scen. Gatumusikern kan till exempel placera ett öppet gitarrfodral eller en hatt framför sig, som förbipasserande kan lägga pengar i.
Flera svenska kommuner har valt att anställa gatumusikanter. I mars 2010 erbjöd Ängelholms kommun löneanställning till gatumusikanter och i juli 2011 utlyste Aneby kommun sommarjobb som gatumusikanter.
I Göteborg infördes 2009 strängare regler för gatumusikanter, med bland annat krav på tillstånd för att spela gatumusik i centrala Göteborg.

## Tillstånd

### Sverige
Generellt sett krävs inget särskilt tillstånd för gatumusiker, under förutsättning att gatumusikanten...
- spelar på offentlig plats
- inte aktivt tar betalt av människor
- inte blockerar någonting (ingångar, utfarter etc.)
- inte spelar på udda tider (kan anses som förargelseväckande beteende eller ofredande)
- inte spelar på festival eller vid större evenemang
- inte driver näringsverksamhet. Sysselsättningen klassas i regel som hobbyverksamhet av Skatteverket. Gatumusikanter som överskrider Skatteverkets omsättnings-/inkomstgräns för hobbyverksamheter måste registrera sig som näringsidkare.

Vid användning av förstärkare gäller lokala regler.
Eftersom lokala avvikelser förekommer så bör man upplysa sig om vilka bestämmelser som gäller för just den plats man ska spela på.

### Bergen
I norska Bergen måste gatumusikanter vara registrerade hos polisen och ha tillstånd från kommunen. Dessutom har näringsrådet i Bergen föreslagit kompetenskrav för gatumusikanter.

### London och Paris
I London och Paris måste gatumusikanter genomgå audition innan de får tillstånd att spela.

## SM för gatumusikanter
I augusti varje år sedan 2010 anordnas SM för gatumusikanter i Mariefred. Då samlas gatumusikanter från hela Sverige för att uppträda på gator och torg i Mariefred. Där avgör folkets röst vem som slutligen utses till svensk mästare.